# Pa Jallow (Diplomat)
Pa Momodou Jallow (* um 1945; † 27. März 2008 in Banjul) war Botschafter und ehemaliger Generaldirektor der gambischen National Intelligence Agency (NIA).

## Leben
Am 21. November 2006 wurde Jallow, als Nachfolger von Momodou Hydara, Generaldirektor der NIA. Er zog sich im November 2007 aus medizinischen Gründen in den Ruhestand zurück und wurde von Malamin Jarju abgelöst. Nach Informationen von Insidern soll Jallow zum Rücktritt gezwungen worden sein, damit Jarju, der ein Cousin des Präsidenten Jammeh ist, sein Nachfolger werden konnte.
Während der Ersten Republik unter Präsident Dawda Jawara war Jallow schon Direktor der Vorläuferorganisation, des National Security Services (NSS), gewesen. Auch das Amt des Kommissars der North Bank Region hatte er inne. Nach dem Regierungswechsel (Die zweite Republik) diente Jallow als Gambias ständiger Vertreter bei den Vereinten Nationen. In den späten 1990er Jahren wechselte er als Staatssekretär in das Ministerium der Verteidigung (Department of State for Defence), später im Innenministerium (Department of State for Interior).
2002 wurde er als gambischer Hochkommissar nach Nigeria berufen, ein Amt, das er bis zu seinem Wechsel zur NIA innehatte.
Jallow starb am Morgen des 27. März 2008 im Royal Victoria Teaching Hospital (RVTH) in Banjul im Alter von 63 Jahren und hinterließ zwei Ehefrauen und acht Kinder. Zuvor war er in Behandlung in Nigeria, wo er eine Woche stationär aufgenommen wurde.